# Aiguians
Aiguians (en francès Eyguians) és un antic municipi francès, situat al departament dels Alts Alps i a la regió de Provença – Alps – Costa Blava. Des del 1er de gener de 2016 es fusionada amb Lagrand e Sant Genís en el municipi nou de Garda Colomba.

## Demografia
| 1962                                       | 1968 | 1975 | 1982 | 1990 | 1999 | 2006 | 2013 |
| ------------------------------------------ | ---- | ---- | ---- | ---- | ---- | ---- | ---- |
| 198                                        | 227  | 213  | 191  | 203  | 237  | 256  | 229  |
| Des de 1962: població sense dobles comptes |      |      |      |      |      |      |      |

## Administració
| Període               | Identitat         | Partit |
| --------------------- | ----------------- | ------ |
| 2001-2008             | Monique Rouy      | PS     |
| 2008-2014             | Stéphanie Bouvier |        |
| 2014-desembre de 2015 | Damien Duranceau  | dreta  |